# Baki Çiftçi
Baki Çiftçi (Düzce, 6 dicembre 1988) è un attore turco, noto per aver interpretato il ruolo di Levent nella serie DayDreamer - Le ali del sogno (Erkenci Kuş).

## Biografia
Baki Çiftçi è nato il 6 dicembre 1988 a Düzce (Turchia), fin da piccolo ha mostrato un'inclinazione per la recitazione.

## Carriera
Baki Çiftçi dopo essersi laureato presso il dipartimento di costruzioni della Konya Selcuk University, ha iniziato a seguire una formazione per attori. Ha lavorato presso l'Istanbul Emek Theatre e nel 2014 ha interpretato il suo primo ruolo nella serie Şeref Meselesi, in cui ha ricoperto il ruolo di Edner. Dopo aver preso parte a vari spettacoli teatrali, ha continuato la sua formazione di recitazione presso il Craft Acting Workshop e Actedcity Acting Studio sotto la guida di Betül Alganatay. Nel frattempo, ha realizzato un teatro in traghetto durante i viaggi Beşiktaş-Kadıköy.
Nel 2015 e nel 2016 ha interpretato il ruolo di Ekber nella serie Muhtesem Yüzyil: Kösem. Dal 2016 al 2018 ha recitato nella serie Beni Affet. Nel 2017 ha ricoperto il ruolo di Hayati nel film Mor Ufuklar diretto da Olgun Özdemir. L'anno successivo, nel 2018, ha recitato nella miniserie Alija. Nel 2019 ha interpretato il ruolo di Levent nella serie DayDreamer - Le ali del sogno (Erkenci Kuş) e dove ha recitato insieme ad attori come Can Yaman, Demet Özdemir, Kimya Gökçe Aytaç e Aliye Uzunatağan. Nel 2022 ha recitato nel film Tatli süt köpügü diretto da Olgun Özdemir e nel cortometraggio Fraktal: Para Adam diretto da Zahid Çetinkaya.

## Filmografia

### Cinema
- Mor Ufuklar, regia di Olgun Özdemir (2017)
- Tatli süt köpügü, regia di Olgun Özdemir (2022)

### Televisione
- Şeref Meselesi – serie TV (2014)
- Il secolo magnifico: Kösem (Muhtesem Yüzyil: Kösem) – serie TV (2015-2016)
- Beni Affet – serie TV (2016-2018)
- Alija – miniserie TV (2018)
- DayDreamer - Le ali del sogno (Erkenci Kuş) – serie TV (2018)

### Cortometraggi
- Fraktal: Para Adam, regia di Zahid Çetinkaya (2022)

## Doppiatori italiani
Nelle versioni in italiano dei suoi film e delle sue serie TV, Baki Çiftçi è stato doppiato da:
- Marco Baroni[18] in DayDreamer - Le ali del sogno[19]